# Dargué
Dargué (auch: Dargé) ist ein Dorf in der Landgemeinde Chadakori in Niger.

## Geographie
Das von einem traditionellen Ortsvorsteher (chef traditionnel) geleitete Dorf befindet sich rund 32 Kilometer nordwestlich des Hauptorts Chadakori der gleichnamigen Landgemeinde, die zum Departement Guidan Roumdji in der Region Maradi gehört. Zu den Siedlungen in der näheren Umgebung von Dargué zählen Guidan Mayaki im Nordwesten, Amadou Koron Dachi im Nordosten und Boussaragui im Südosten. Dargué liegt auf einer Höhe von 387 m.
Es herrscht das Klima der Sahelzone vor, mit einer durchschnittlichen jährlichen Niederschlagsmenge zwischen 300 und 400 mm. Beim Dorf erstrecken sich vier bewirtschaftete Teiche  (mares), von denen einer im Norden das ganze Jahr über Wasser führt. Die umliegende Landschaft ist eine Strauchsavanne, in die Akazien, Elefantenbäume und Tamarindenbäume eingestreut sind. Bei Dargué wurden die Vogelarten Heckensänger (Cercotrichas galactotes), Steppenweihe (Circus macrourus), Wiesenweihe (Circus pygargus) und Wiedehopf (Upupa epops) beobachtet.

## Geschichte
Der Ortsname Dargué leitet sich von der Baumart Bauhinia rufescens ab, die in der Gegend stark vertreten war. Das Dorf wurde im 19. Jahrhundert gegründet. Damals kam eine Tuareg-Armee aus der späteren Region Agadez dem Ortsvorsteher von Maïki bei einem Konflikt zur Hilfe. Ein Teil der Armee kehrte danach zurück, ein anderer Teil blieb und ließ sich in den Dörfern Doguérawa, Galmi und Sabon Birni nieder. Von dort aus gründeten die Kämpfer weitere Dörfer, darunter Dargué. Die Dorfbevölkerung von Dargué stammt mehrheitlich von der Tuareg-Armee ab.
Der Zustand des Ökosystems verschlechterte sich in den 1970er Jahren nachhaltig. Die Überjagung führte zum Verschwinden von Antilopen, Warzenschweinen, Eichhörnchen, Igeln und Adlern. Ebenen und Hochebenen wurden kahl und der ungezügelten Erosion durch Wind und Wasser ausgesetzt. Die schweren Dürreperioden der 1970er und 1980er Jahre sowie die steigende Bevölkerungsdichte verhinderten eine Regeneration des Ökosystems.

## Bevölkerung
Bei der Volkszählung 2012 hatte Dargué 4380 Einwohner, die in 594 Haushalten lebten. Bei der Volkszählung 2001 betrug die Einwohnerzahl 1299 in 163 Haushalten und bei der Volkszählung 1988 belief sich die Einwohnerzahl auf 1334 in 195 Haushalten.
In ethnischer Hinsicht sind die Dorfbewohner mehrheitlich Tuareg, gefolgt von Hausa und wenigen Fulbe. Die Bevölkerungsdichte in diesem Gebiet ist für nigrische Verhältnisse hoch.

## Wirtschaft und Infrastruktur
Die Hauptwirtschaftszweige im Dorf sind der Regenfeldbau und die Viehzucht. In der Umgebung des permanenten Teiches werden Zwiebeln, Tomaten, Blattsalat, Maniok, Süßkartoffeln und Mais angebaut. Hinzukommen Hirse-, Sorghum- und Augenbohnen-Felder. Außerdem wird Saatgut für Erdnüsse produziert. Eine Getreidebank wurde in den 1980er Jahren etabliert. Dargué liegt im weitläufigen Weideland zwischen den Trockentälern Goulbin Kaba und Goulbi de Maradi, das traditionellerweise in der Trockenzeit von nomadischen Fulbe- und Wodaabe-Viehzüchtern aufgesucht wird.
Im Dorf wird ein Wochenmarkt abgehalten. Der Markttag ist Donnerstag. Es gibt eine Reihe von einfachen Handwerksbetrieben, darunter Schmieden, Gerbereien, Schneidereien und Töpfereien. Zudem wird saisonale Arbeitsmigration in die nigrischen Großstädte Maradi, Zinder und Niamey sowie ins Ausland nach der Elfenbeinküste und Nigeria praktiziert.
In Dargué ist ein Gesundheitszentrum des Typs Centre de Santé Intégré (CSI) vorhanden. Es gibt eine Schule.